# Coupe du monde féminine de rugby à XIII 2008
Navigation
Édition précédente Édition suivante
La Coupe du monde féminine de rugby à XIII 2008 est la troisième édition de la Coupe du monde féminine de rugby à XIII et se déroule du 26 octobre 2008 au 22 novembre 2008 en Australie. 
La Nouvelle-Zélande remporte à cette occasion sa troisième Coupe du monde après avoir remporté les deux précédentes en 2000 et 2005. Elle s'impose en finale contre l'Australie 34-0.

## Phase de poule

### Groupe A
| Poule A |            |     |   |   |   |   |     |     |       |
|         | Équipe     | Pts | J | V | N | D | PP  | PC  | diff. |
| 1       | Australie  | 6   | 3 | 3 | 0 | 0 | 154 | 4   | +150  |
| 2       | Angleterre | 4   | 3 | 2 | 0 | 1 | 130 | 26  | +104  |
| 3       | Russie     | 2   | 3 | 1 | 0 | 2 | 18  | 156 | -138  |
| 4       | France     | 0   | 3 | 0 | 0 | 3 | 16  | 132 | -116  |

| 6 novembre  | Angleterre | 72-0  | Russie     | Stockland Park, Kawana |
| 6 novembre  | Australie  | 60-0  | France     | Stockland Park, Kawana |
| 8 novembre  | Australie  | 72-0  | Russie     | Stockland Park, Kawana |
| 8 novembre  | Angleterre | 54-4  | France     | Stockland Park, Kawana |
| 10 novembre | France     | 12-18 | Russie     | Stockland Park, Kawana |
| 10 novembre | Australie  | 22-4  | Angleterre | Stockland Park, Kawana |

### Groupe B
| Poule A |                   |     |   |   |   |   |     |     |       |
|         | Équipe            | Pts | J | V | N | D | PP  | PC  | diff. |
| 1       | Nouvelle-Zélande  | 6   | 3 | 3 | 0 | 0 | 140 | 8   | +132  |
| 2       | Îles du Pacifique | 4   | 3 | 2 | 0 | 1 | 70  | 108 | -38   |
| 3       | Samoa             | 2   | 3 | 1 | 0 | 2 | 66  | 32  | +34   |
| 4       | Tonga             | 0   | 3 | 0 | 0 | 3 | 18  | 126 | -108  |

| 6 novembre  | Nouvelle-Zélande  | 72-0  | Îles du Pacifique | Stockland Park, Kawana |
| 6 novembre  | Tonga             | 0-40  | Samoa             | Stockland Park, Kawana |
| 8 novembre  | Tonga             | 4-42  | Nouvelle-Zélande  | Stockland Park, Kawana |
| 8 novembre  | Samoa             | 22-26 | Îles du Pacifique | Stockland Park, Kawana |
| 10 novembre | Nouvelle-Zélande  | 26-4  | Samoa             | Stockland Park, Kawana |
| 10 novembre | Îles du Pacifique | 44-14 | Tonga             | Stockland Park, Kawana |

### Petites demi-finales
| 12 novembre | Samoa | 32-0 | France | Stockland Park, Kawana |  |
|             |       |      |        |                        |  |

| 12 novembre | Russie | 24-12 | Tonga | Stockland Park, Kawana |  |
|             |        |       |       |                        |  |

### Demi-finales
| 12 novembre | Nouvelle-Zélande | 16-4 | Angleterre | Stockland Park, Kawana |  |
|             |                  |      |            |                        |  |

| 12 novembre | Australie | 32-6 | Îles du Pacifique | Stockland Park, Kawana |  |
|             |           |      |                   |                        |  |

### Match pour la septième place
| 14 novembre | France | 4-34 | Tonga | Stockland Park, Kawana |  |
|             |        |      |       |                        |  |

### Match pour la cinquième place
| 14 novembre | Samoa | 52-8 | Russie | Stockland Park, Kawana |  |
|             |       |      |        |                        |  |

### Match pour la troisième place
| 14 novembre | Angleterre | 32-6 | Îles du Pacifique | Stockland Park, Kawana |  |
|             |            |      |                   |                        |  |

### Finale
| 16 novembre | Nouvelle-Zélande | 34-0 | Australie | Suncorp Stadium, Brisbane |  |
|             |                  |      |           |                           |  |